# Jim Peters
James („Jim“) Henry Peters (24. října 1918 Londýn – 9. ledna 1999 Thorpe Bay, Essex) byl britský vytrvalostní běžec, světový rekordman, první pokořitel hranice 2 h 20 min v maratonu.

## Kariéra

### Zdolávání rekordů
V roce 1948 se na olympijských hrách v Londýně postavil na 10 000 metrů po boku Emila Zátopka. Fenomenální československý běžec celé pole naprosto deklasoval, Jim Peters skončil až na 8. místě. Po tomto neúspěchu se rozhodl ukončit dráhařskou kariéru a na doporučení trenéra se přeorientoval na nejdelší (maratonské) vzdálenosti. Hned v roce 1949 překonal britský rekord v maratonském běhu časem 2:29:28. V roce 1951 překonal na londýnském Polytechnickém maratonu i světový rekord a dostal se na čas 2:20:43. Po přeměření se navíc ještě zjistilo, že trať byla o 237 metrů delší. 
Po neúspěchu na olympiádě v Helsinkách 1952 (nedokončil, přičemž ho opět porazil Zátopek) se Peters vyburcoval a v roce 1953 zaběhl opět na Polytechnickém maratonu světový rekord, který tím posunul na metu 2:18:41. Trať byla opět delší, nyní však „jen“ o 142 metry. V Turecku ve stejném roce vylepšil světový rekord již na 2:18:35. počtvrté překonal světový rekord v roce 1954 na skvělých 2:17:40. Tento čas zůstal jeho osobním maximem a poté už to s ním šlo od desíti k pěti.

### Zklamání ve Vancouveru
Na Hrách britského impéria ve Vancouveru v roce 1954 patřil k jasným favoritům ve své maratonské disciplíně. Ve 28 °C rozběhl tak na 2:20, chvíli běžel s krajanem Stanem Coxem, kterému se však udělalo nevolno a narazil do telefonního sloupu. Po pár kilometrech běhu o samotě mu začaly ubývat síly, a to hlavně kvůli nedostatečné možnosti občerstvovat se. Před vběhnutím na stadion měl náskok 17 minut. Na smrt vyčerpaný se přišoural na stadion, kolena se mu podlamovala. Několikrát dokonce upadl. Vždy se dokázal zvednout, udělat pár kroků a pak se zase sesunout. 200 metrů mu trvalo 11 minut. Poté ho masér stáhl z trati a převezl do nemocnice. Tam se z bezvědomí probral až po třech hodinách. Po přeměření se zjistilo, že 42,165 kilometry uběhl nejrychleji právě on, protože trať byla opět špatně změřená. Po tomto hrůzném zážitku se s atletikou rozloučil, až v roce 1967 si těch posledních 200 metrů do Vancouveru přišel doběhnout.